# Éric Quintin
Éric Quintin, francoski rokometaš, * 22. januar 1967, Aix-en-Provence.
Leta 1992 je na poletnih olimpijskih igrah v Barceloni v sestavi francoske reprezentance osvojil bronasto olimpijsko medaljo.